# Francisco Cayulef
Francisco Cayulef (* 22. April 1986 in Coyhaique) ist ein chilenischer Rollstuhltennisspieler.

## Karriere
Francisco Cayulef wurde ohne Beine geboren. Er begann im Alter von 15 Jahren mit dem Rollstuhltennis, sein erstes ITF-Turnier spielte er 2003, seit 2022 tritt er in der Klasse der Quadriplegiker („Quad“) an. Sowohl bei den Paraplegikern als auch bei Quad-Wettbewerben konnte Cayulef mehrere Turniere niedrigerer Kategorie im Einzel oder Doppel gewinnen.
Es gelang ihm zweimal, sich für Grand-Slam-Turniere zu qualifizieren. Bei den US Open 2023 scheiterte er in der ersten Runde an Niels Vink. Auch im Doppel traf er an der Seite von Diego Pérez im Halbfinale auf Vink, welcher zusammen mit Sam Schröder das Spiel und danach das Turnier gewann. Bei den Australian Open 2024 traf Francisco Cayulef wiederum in beiden Wettbewerben – jeweils im Viertelfinale – auf Niels Vink, Cayulef war sowohl alleine als auch mit Pérez chancenlos.
Beim World Team Cup trat er ab 2005 mehrfach für Chile an. 2024 war er Teil des Teams, das den Pokal erstmals nach Südamerika holte.
Francisco Cayulef gewann bei den Parapanamerikanischen Spielen 2023 in Santiago de Chile zweimal Gold. Im Einzel besiegte er den Titelverteidiger Robert Shaw in drei Sätzen, im Doppel gewann er mit Diego Pérez das Endspiel gegen die Brasilianer Ymanitu Silva und Leandro Pena im Match-Tie-Break.
Cayulef hat zweimal an Paralympischen Spielen teilgenommen. Weder 2008 in Peking noch 2024 in Paris konnte er dabei eines seiner Spiele gewinnen.